# Jack Stauber
Jack Stauber (né le 6 avril 1996) est un musicien, animateur et vidéaste américain basé à Pittsburgh, en Pennsylvanie. Il est largement connu pour ses clips musicaux en live-action, en stop motion et en animation par ordinateur, qui ont été présentés dans des mèmes Internet.
Stauber a sorti les albums Finite Form (2013), Viator (2015), Pop Food (2017) et HiLo (2018). Les deux premiers morceaux de Pop Food, « Buttercup » et « Oh Klahoma », sont devenus viraux sur TikTok. En 2020, il a remporté le Shorty Award du meilleur du genre.

## Carrière
Stauber s'est spécialisé en marketing et a suivi une formation en arts plastiques à l'Université de Pittsburgh. Stauber a dirigé le groupe Joose,. Alors qu'il était en dernière année d'université, il a rejoint le groupe Zaki en tant que chanteur principal ; le groupe a sorti un album éponyme en 2018.
La chanson de Stauber, "Buttercup", est la chanson d'ouverture de son album Pop Food de 2017. La chanson, ainsi que ses remixes et ses reprises, est devenue un mème Internet populaire, en particulier sur TikTok, ce qui a largement contribué à son succès. La chanson compte 425 millions de streams Spotify en juillet 2024. La chanson a été décrite comme « une pop pétillante et dramatique avec des voix à la Panda Bear ». « Oh Klahoma », le deuxième morceau de Pop Food, est également devenu populaire. La chanson est utilisée comme 
musique de fond dans une tendance TikTok appelée #ghostphotoshoot, où les créateurs se déguisent en fantômes et se prennent en photo, portant parfois des lunettes de soleil et d'autres accessoires de mode.
Stauber publie également sous le nom de « Jack Stauber's Micropop », en publiant des versions étendues de courtes chansons trouvées sur sa chaîne YouTube. Sous le nom de Micropop, Stauber a sorti six EP et un album de compilation, ainsi que deux bandes originales pour ses œuvres avec Adult Swim.

### Adult Swim
Le premier court-métrage que Stauber a créé pour Adult Swim s'appelait « Wishing Apple », un court-métrage sorti le 3 juillet 2018 sur la chaîne YouTube d'Adult Swim,.
La comédie musicale surréaliste « SHOP: A Pop Opera » a été diffusée pour la première fois sur Adult Swim en mars 2019. La série utilise des techniques mixtes, des animations en argile incorporées, de la musique et des filtres de type VHS. La série en six parties a été diffusée chaque épisode à minuit du 4 au 9 mars.
Un court-métrage d'horreur psychologique musical surréaliste, intitulé « Jack Stauber's OPAL », a été diffusé pour la première fois le 30 octobre 2020. Le même jour, OPAL est également sorti sur la chaîne YouTube d'Adult Swim. Stauber a également reçu l'aide des producteurs de Williams Street pour la création d'OPAL. Le film utilise des séquences en stop-motion, en animation 3D et en live action,.

## Nominations
| Année | Organisation  | Record                  | Recipient    | Résultat | Ref.   |
| ----- | ------------- | ----------------------- | ------------ | -------- | ------ |
| 2020  | Shorty Awards | Meilleur dans l’étrange | Jack Stauber | Gagner   | [ 14 ] |

## Discographie

### Jack Stauber

#### Albums
| Titre       | Details           |
| ----------- | ----------------- |
| Finite Form | 18 mars 2013      |
| Viator      | 18 septembre 2015 |
| Pop Food    | 25 mars 2017      |
| HiLo        | 14 avril 2018     |

#### Pièces prolongées
| Title    | Details           |
| -------- | ----------------- |
| Reviator | 18 septembre 2018 |

#### Singles
| Titre               | Year | Album       |
| ------------------- | ---- | ----------- |
| "Help You"          | 2012 | Pas d’album |
| "Axis of Dam"       | 2012 | Pas d’album |
| "Lines"             | 2012 | Pas d’album |
| "Summer Sickness"   | 2012 | Pas d’album |
| "Left"              | 2012 | Pas d’album |
| "Times"             | 2012 | Pas d’album |
| "Juana Maria"       | 2013 | Pas d’album |
| "Christ Potion"     | 2015 | Viator      |
| "Grins Hells"       | 2015 | Pas D’album |
| "Tenderly"          | 2017 | Pas D’album |
| "Oh Klahoma"        | 2017 | Pop Food    |
| "Dead Weight"       | 2018 | HiLo        |
| "Gettin' My Mom On" | 2018 | HiLo        |

### Jack Stauber's Micropop

#### Albums
| Titre                                     | Details         |
| ----------------------------------------- | --------------- |
| Micropop                                  | 29 juin 2019    |
| Shop: A Pop Opera                         | 12 mars 2020    |
| Jack Stauber's OPAL (Original Soundtrack) | 6 Novembre 2020 |

#### Singles et E
| Titre                                                             | Details         |
| ----------------------------------------------------------------- | --------------- |
| Inchman / Two Time                                                | 4 juin 2018     |
| Cheeseburger Family / Fighter                                     | 6 août 2018     |
| The Ballad of Hamantha / Today Today / Al Dente                   | 5 novembre 2018 |
| Baby Hotline / Tea Errors                                         | 21 mars 2019    |
| Deploy / Those Eggs Aren't Dippy / Out the Ox                     | 4 Novembre 2019 |
| Dinner Is Not Over / There's Something Happening / Keyman / Cupid | 7 Février 2020  |

## Référence
1. 1 2  (en-US) Andrew Zistler, « An Interview With Jack Stauber – NewRetroWave – Stay Retro! | Live The 80's Dream! » (consulté le 18 décembre 2024)
2. ↑  Erie Reader, « Jack Stauber to Release Third Solo Album HiLo at Basement Transmissions », sur www.eriereader.com (consulté le 18 décembre 2024)
3. 1 2  (en) Henry Glitz, « Jack Stauber » [archive du 27 septembre 2019], sur pittnews.com (consulté le 18 décembre 2024).
4. ↑  (en-US) « Home Page - Penn State Student Media », sur bellisariostudentmedia.psu.edu (consulté le 18 décembre 2024)
5. ↑  « Ten Local Picks from the 2010s - Erie Reader », sur web.archive.org, 16 février 2022 (consulté le 18 décembre 2024)
6. ↑  « Zaki defies genre in debut of self-titled album - The Pitt News », sur web.archive.org, 27 octobre 2021 (consulté le 18 décembre 2024)
7. ↑  (en-US) Maria Serra, « 10 artists you’ve heard on TikTok who you actually need to listen to », sur Alternative Press Magazine (consulté le 18 décembre 2024)
8. 1 2  (pt-BR) Felipe Grutter (@felipegrutter), « Conheça o bizarro mundo de Jack Stauber, rei do Micropop e animador do Adult Swim », sur Rolling Stone Brasil, 3 mars 2021 (consulté le 18 décembre 2024)
9. ↑   [vidéo] « Wishing Apple | adult swim smalls », Adult Swim, 2 juillet 2018, 1:59 min (consulté le 18 décembre 2024)
10. ↑  (en-US) Matt Keeley, « ‘Shop: A Pop Opera’ Is Tops, Full of Bops, and You Should Watch Chop-Chop », sur Kittysneezes, 11 mars 2019 (consulté le 18 décembre 2024)
11. ↑   [vidéo] « Jack Stauber’s OPAL | adult swim smalls », Adult Swim, 30 octobre 2020, 12:31 min (consulté le 18 décembre 2024)
12. ↑  (en-US) Mercedes Milligan, « Adult Swim Scares Up Halloween Marathon », 28 octobre 2020 (consulté le 18 décembre 2024)
13. ↑  (en-US) Matthew Field, « ‘Opal’ is a unique, surreal animation », sur GO! & Express, 14 novembre 2020 (consulté le 18 décembre 2024)
14. ↑  « jackstauber - The Shorty Awards », sur shortyawards.com (consulté le 18 décembre 2024)